# Jagdgeschwader 130
Das Jagdgeschwader 130 war ein Verband der Luftwaffe der Wehrmacht vor dem Zweiten Weltkrieg.

## Geschichte
Die I. Gruppe des Jagdgeschwaders 130 bildete sich am 1. November 1938 in Jesau. (Lage) Ein Geschwaderstab oder weitere Gruppen existierten nicht. Das Geschwader war mit der Messerschmitt Bf 109D ausgestattet.
In der Zeit seines Bestehens unterstand es dem Luftwaffenkommando Ostpreußen der Luftflotte 1. Am 1. Mai 1939 trat das neue Benennungsschema der Luftwaffe in Kraft. Aufgrund dessen firmierte die I. Gruppe in die I. Gruppe des Jagdgeschwaders 2 um. Damit hatte das Geschwader aufgehört zu bestehen.

## Gruppenkommandeure
- Hauptmann Bernhard Woldenga, 1. November 1938 bis 1. Mai 1939[3]